# Rónai Mihály (ejtőernyős)
Rónai Mihály (1916. augusztus 3. – 2014. október 23.) magyar ejtőernyős sportoló, oktató parancsnok.

## Életpálya
1940-től foglalkozik az ejtőernyőzéssel, 1948-tól oktató. Több mint 600 ugrás van mögötte, ezek között van az éjszakai hazai rekord. Az oktatási és edzésrendszer kialakításának egyik hazai úttörője.

## Magassági csúcs

### 6270
A Magyar Önkéntes Honvédelmi Szövetség hét ejtőernyős sportolója 1955 májusában rekord kísérletet hajtott végre. Rónai Mihály csapatkapitány, Tóth Jenő, Pruha József, Dézsi Gábor, Magyar Miklós,Gyulai György és Hollósi Lajos a Malév utasszállító gépének segítségével Kapitány István rekordmagasságba emelkedett. A sportolók mindegyike eddig több mint háromszáz zuhanóugrást hajtott végre. A magasságmérő készülék grafikonja 6270 métert mutat. Az ugrók 250 kilométeres sebességgel zuhantak a föld felé, áttörve a felhőréteget. Közel kétperces szabadesés után 600 méter földközelben lobbantak az ernyők. A hét ugró a Szovjetunió után a világ második legjobb csoportos eredményét érte el.

### 8070
1962. május 5-én egy HA-MAE felségjelű Il–14-es (az akkor rendelkezésre álló repülőgépekből csak ez volt alkalmas ilyen magasságba emelkedni) Malév repülőgép – pilóta Kapitány István – segítségével a nyíregyházi repülőtérről indult a csúcsbeállító csapat tagjaként. Az ugrás tagjai tapasztalt ejtőernyősök voltak:  Aradi András, Bakos István, H. Nagy Imre, Kovács György, Miklós László, Mészáros József, Pozsonyi Imre, Rónai Mihály és Szabó Pál. Ugrás közben speciális ruházatot, oxigénpalackot és légzőkészüléket is viseltek. Ugrás után másodpercenként 75-80 métert zuhantak, 120 másodperces zuhanás után nyitottak ernyőt.  A végrehajtott magassági csúcsbeállítás 8070 méter volt (-45 C fok), amivel megdöntötték az addigi magassági rekordnak számító 6270 métert. Magyarországon egyedülálló teljesítmény, amit 2012-ig nem döntöttek meg.

## Írásai
Szakkönyvének megjelenése tette lehetővé, hogy a második világháborút követően hazánkban megkezdődhessen a szervezett ejtőernyős oktatás.

## Szakmai sikerek
- Életmentő Emlékérem. A Zala megyei ejtőernyősök a Balatonnál vízi ugrást gyakoroltak. Az AN–2-es fedélzetén ugrató parancsnokaként tevékenykedett, amikor észrevette, hogy Bucsi Lajos ejtőernyős elájulva fennakadt a gépen. Aktív irányítása mellett, többszöri kísérlet után sikerült visszahúzni a gépbe.
- a Testnevelés és Sport Kiváló Dolgozója
- Nemzetközi Repülőszövetség (angolul:Fédération Aéronautique Internationale) (FAI) 25. magyarként, az 1968-ban megtartott kongresszusán Paul Tissandier diplomát adományozott részére.

## Külső hivatkozások
- Rónai Mihály. filmintezet.hu. (Hozzáférés: 2011. december 11.)
- Kovács György. szon.hu. [2012. május 26-i dátummal az eredetiből archiválva]. (Hozzáférés: 2012. május 5.)